# Byzantinischer Bürgerkrieg (1321–1328)
Der Byzantinische Bürgerkrieg von 1321 bis 1328 war eine Serie von Konflikten um die Vorherrschaft im Byzantinischen Reich zwischen Kaiser Andronikos II. Palaiologos und seinem Enkel Andronikos III.

## Vorgeschichte
Im September 1320 wurde der Despot Manuel Palaiologos in Konstantinopel von Gefolgsleuten seines älteren Bruders und späteren Kaisers Andronikos III. ermordet, weil sie ihn irrtümlich für einen Nebenbuhler hielten. Die Trauer über den tragischen Verlust seines Sohnes führte dazu, dass der Mitkaiser Michael IX. wenig später, am 12. Oktober 1320, im Alter von nur 43 Jahren ebenfalls starb. Als Kaiser Andronikos II. seinem Enkel Andronikos III. daraufhin die Thronfolge entziehen wollte, entfachte dieser den Bürgerkrieg.

## 1321: Erster Konflikt
Andronikos III. hatte viele Unterstützer, allen voran Johannes Kantakuzenos und Syrgiannes Palaiologos, die Statthalterschaften in Thrakien erwarben, wo große Unzufriedenheit mit dem alten Kaiser herrschte. An Ostern 1321 setzte sich Andronikos III. aus der Hauptstadt nach Adrianopel ab, um dort seinen Hofstaat zu etablieren und einen Aufstand gegen seinen Großvater zu beginnen. Syrgiannes Palaiologos marschierte mit einem großen Heer auf Konstantinopel zu und zwang den alten Kaiser, in Verhandlungen zu treten. Am 6. Juni 1321 wurde eine Teilung der Herrschaft vereinbart: Andronikos III. erhielt Thrakien mit der Residenz Adrianopel als Quasi-Apanage, während Andronikos II. als Seniorkaiser weiter in Konstantinopel regierte.

## 1322: Zweiter Konflikt
Die Friedensübereinkunft von 1321 hatte nicht lange Bestand, da beide Andronikoi de facto eine eigenständige Außenpolitik betrieben. Im Lager Andronikos’ III. verschärfte sich die Rivalität zwischen dem Megas Domestikos Johannes Kantakuzenos und Syrgiannes Palaiologos, der sich von Andronikos III. für seine Unterstützung im Kampf um den Thron nicht ausreichend gewürdigt und in der Gunst hinter Kantakuzenos zurückgesetzt sah. Zudem berichten Chronisten über einen angeblichen Versuch des Andronikos, Syrgiannes' Frau zu verführen. Im Dezember 1321 wechselte Syrgiannes die Seiten und floh nach Konstantinopel. Mit dem stolzen Titel eines Megas Dux ausgezeichnet, bewog er Andronikos II. zur Wiederaufnahme des Krieges gegen seinen Enkel. Doch erzielten die beiden Andronikoi im Juli 1322 eine neuerliche Übereinkunft, was Syrgiannes in eine Zwickmühle brachte. Den einzigen Ausweg sah er darin, den greisen Andronikos II. zu ermorden und den Thron an sich zu reißen. Das Komplott wurde jedoch vereitelt und Syrgiannes zu lebenslangem Gefängnis verurteilt. Am 2. Februar 1325 wurde Andronikos III. offiziell zum Mitkaiser seines Großvaters gekrönt.

## 1327–1328: Dritter Konflikt
Im Februar 1327 brach der Streit zwischen den beiden Andronikoi erneut aus, doch dieses Mal griffen auch die benachbarten Balkanmächte in den innerdynastischen Konflikt ein. Während Andronikos II. auf die Waffenhilfe des serbischen Königs Stefan Dečanski setzte, schloss Andronikos III. im Mai 1327 eine Allianz mit dem bulgarischen Zaren Michael III. Schischman. In mehreren Schlachten in Makedonien behielten Andronikos III. und sein Feldherr Johannes Kantakuzenos die Oberhand; im Januar 1328 brachten sie auch die zweitgrößte Stadt des Reiches, Thessaloniki, in ihre Gewalt. Durch diese Erfolge ermutigt, entschloss sich Andronikos III. zum Marsch auf Konstantinopel, das er im Mai 1328 einnahm. Andronikos II. wurde zur Abdankung gezwungen und musste seinem Enkel die Alleinherrschaft überlassen.

## Folgen
Mit Andronikos III. Palaiologos (1328–1341) kam es zu einem Generationenwechsel an der Spitze des byzantinischen Staates, wobei sich der Kaiser auf die militärischen Belange und Johannes Kantakuzenos auf die politische Führung konzentrierte. Der Bürgerkrieg hatte das Reich erschöpft und zu einem Verfall der Währung geführt, doch konnte die neue Regierung die Verhältnisse im Inneren noch einmal stabilisieren.